# Province de Sullana
La province de Sullana (en espagnol : Provincia de Sullana) est l'une des huit  provinces de la région de Piura, au nord-ouest du Pérou. Son chef-lieu est la ville de Sullana.

## Géographie
La province couvre une superficie de 5 423,61 km2. Elle est limitée au nord par la région de Tumbes, à l'est par l'Équateur et la province d'Ayabaca, au sud par la province de Piura et à l'ouest par la province de Paita et la province de Talara.

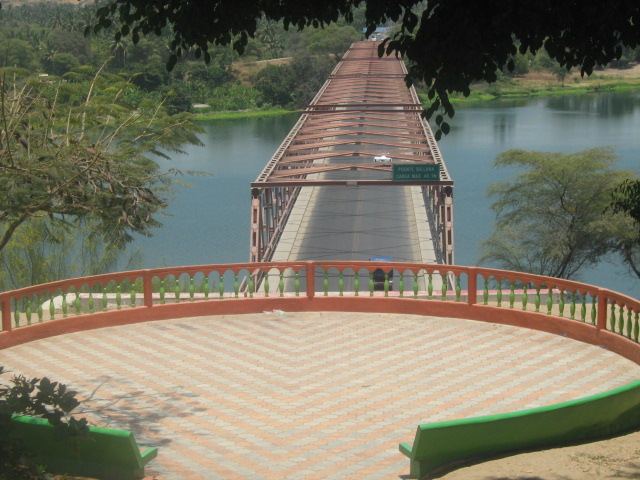
Pont et point de vue de sullana

## Population
La province comptait 290 000 habitants en 2005.

## Subdivisions
La province de Sullana est divisée en 8 districts :
- Bellavista
- Ignacio Escudero
- Lancones
- Marcavelica
- Miguel Checa
- Querecotillo
- Salitral
- Sullana